# Seriola zonata
Seriola zonata es una especie de peces de la familia Carangidae en el orden de los Perciformes.

## Morfología
• Los machos pueden llegar alcanzar los 75 cm de longitud total.

## Distribución geográfica
Se encuentra en el  Atlántico occidental: desde Nueva Escocia (Canadá) hasta Santos (Brasil), incluyendo el Golfo de México y el Mar Caribe. Ausente de las Bahamas.